# Trybuna Ludu
Die Trybuna Ludu (Volkstribüne) war eine polnische Tageszeitung und das offizielle Presseorgan der kommunistischen Regierung in der Volksrepublik Polen von 1948 bis 1989.
Die Trybuna Ludu hatte eine der größten Auflagen in Polen (etwa 1,5 Mio. Exemplare in den 1970ern, eine größere Auflage hatte vorübergehend nur die in Kattowitz erscheinende Trybuna Śląska).
Ihre erste Ausgabe erschien 1948 zur Gründung der Polnischen Vereinigten Arbeiterpartei. Sie entstand durch Zusammenschluss der Presseorgane Głos Ludu (Volksstimme) der Polnischen Arbeiterpartei und Robotnik (Der Arbeiter) der Polnischen Sozialistischen Partei, die zuvor aufgelöst worden waren.
Gemeinsam mit der Tageszeitung Neues Deutschland in der DDR und der tschechoslowakischen Tageszeitung Rudé právo veranstaltete die Trybuna Ludu ab 1948 das berühmte Radrennen Internationale Friedensfahrt. Nach dem politischen Systemwechsel in Polen 1989 verlor die Trybuna Ludu ihre politische und mediale Vormachtstellung. 1990 benannte man sie in Trybuna um. Unter diesem Namen erschien sie noch bis 2009 und galt als inoffizielles Sprachrohr der politischen Linken in der Republik Polen.

## Trivia
Von den polnischen Bürgern wurde behauptet, die Produktion von Toilettenpapier werde gezielt knapp gehalten, um den Absatz von Trybuna Ludu nicht zu gefährden.